# Vévodství Naxos
Egejské vévodství (řecky Δουκάτο του Αρχιπελάγους, Doukáto tou Archipelágous, italsky Ducato dell'arcipelago), známé také pod názvem Vévodství Naxos, byl křižácký stát založený Benátčanem Marcem Sanudem několik let po čtvrté křížové výpravě roku 1207 na Kykladských ostrovech v Egejském moři. Centrum státu se nacházelo na ostrovech Naxos a Páros.

## Historie

### Dobytí a zřízení Egejského vévodství
Italské městské státy, mezi nimi zejména Janovská republika, Pisa a Benátská republika soustředili svůj imperiální zájem na egejské ostrovy již dávno před čtvrtou křížovou výpravou (1204). Italští obchodníci měli své obchodní stanice v Konstantinopoli a italští piráti často ve 12. století útočili na osadníky v Egejském moři. Po pádu Konstantinopole a (dočasném) vyvrácení Byzantské říše křižáky roku 1204 Benátčané, kteří na této výpravě měli lví podíl, mohli své plány v Egejském moři realizovat.

Znak rodu Sanudo

Vévodství Naxos bylo založeno v roce 1207 vůdcem benátské flotily, která čtvrtou křížovou výpravu do Konstantinopole doprovázela, Marcem Sanudem, synovcem benátského dóžete Enrica Dandola. Dobytí Kyklad byl od Marca Sanuda nezávislý a velmi riskantní podnik, ke kterému neměl od latinského císaře Jindřicha Flanderského svolení. Na jeho výpravě Marca doprovázel jeho bratranec Marino Dandolo, bratři Andrea(Ondřej) a Geremia(Jeremiáš) Ghisiové, a také Ravano delle Carceri, pán z Euboje a Philocalo Navigaioso, pán z Lémnu. Pro svou kampaň si Sanudo zařídil zapůjčení devíti galér z benátského loďstva. Sanudova flotila zakotvila v přístavu Potamidides na severozápadě Naxu a odtud Benátčané dobyli většinu ostrova.
Východní ortodoxní Řekové přesto pokračovali v odporu a zřídili si tábor kolem pevnosti Apalyros. Marco Sanudo Apalyros oblehl. Navzdory podpoře hlavních rivalů Benátek v Itálii Janovanů, pevnost po pěti až šesti týdnech obléhání padla.

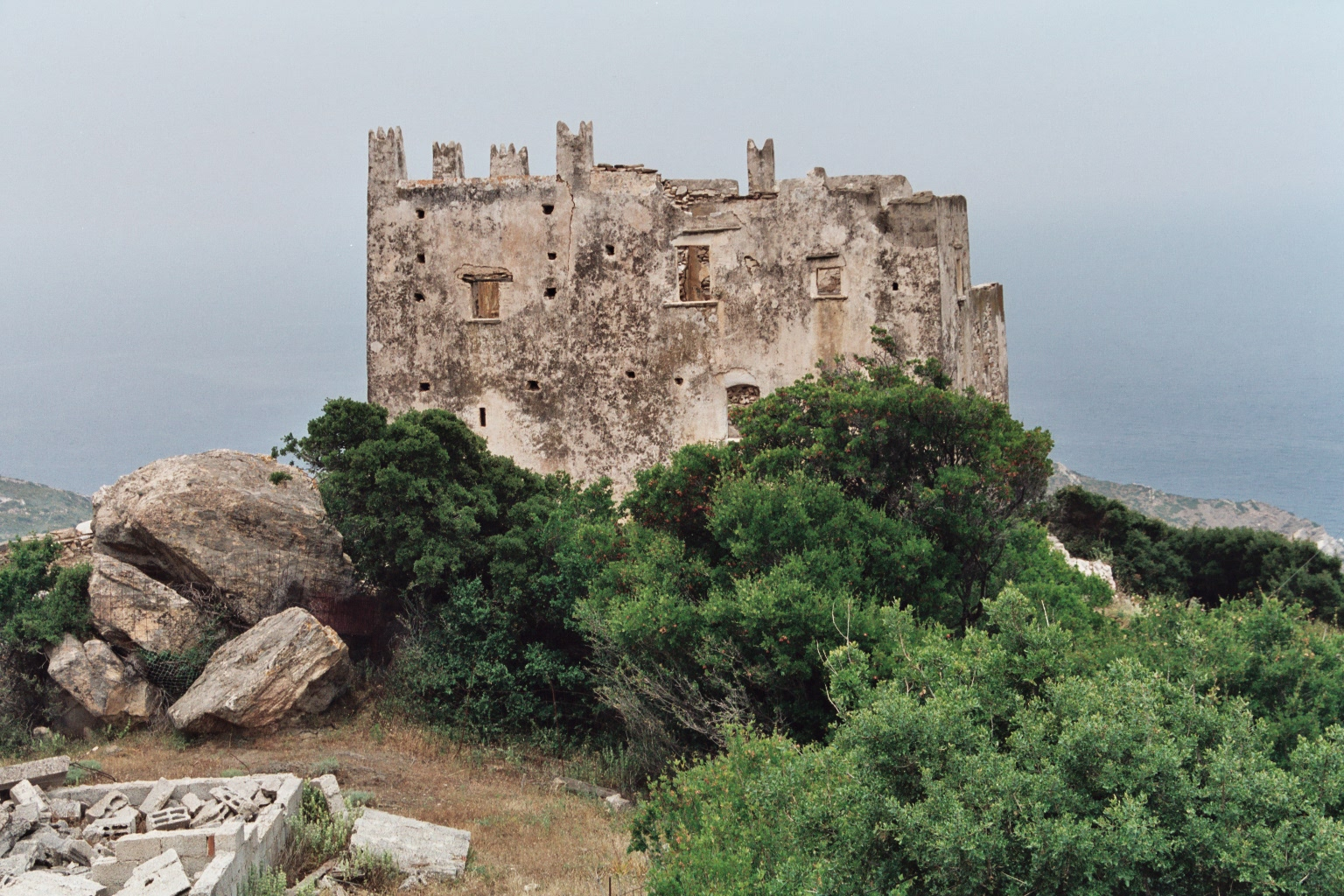
Zbytky benátské pevnosti na ostrově Naxu

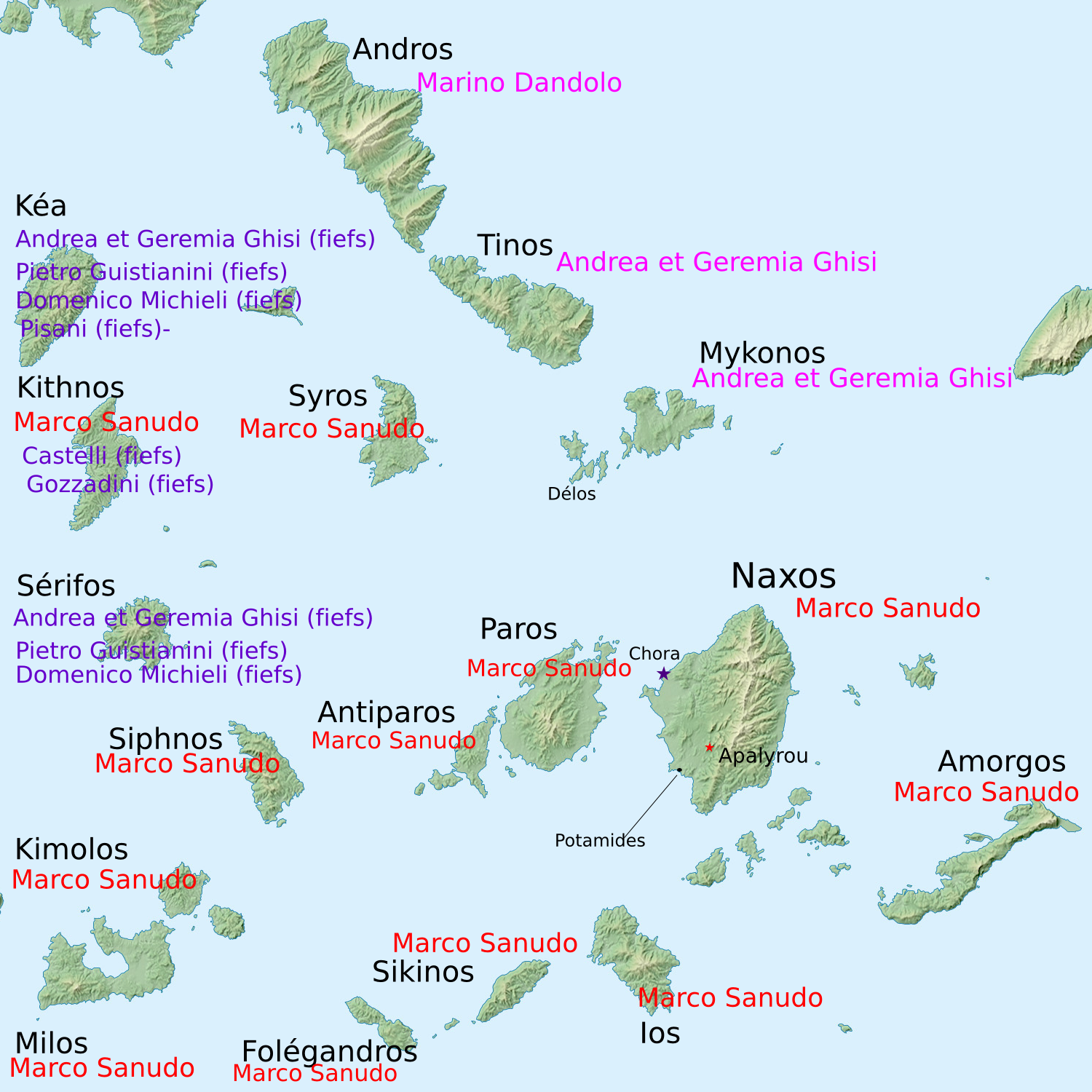
Dělení Kyklad mezi Marcem Sanudem a jeho spolubojovníky

Poté, co byl v roce 1210 obsazen celý ostrov, Marco a jeho spolubojovníci brzy dobyli Milos a ostatní ostrovy v Kykladském souostroví a Marco Sanudo se prohlásil Vévodou Egejského moře nebo také Vévodou z Naxu a centrum své moci zřídil na Naxu. Sanudo zde vybudoval mocnou pevnost a Kyklady rozdělil na padesát šest provincií, které podělil jako léna mezi své spolubojovníky. Většina z nich vládla velmi autonomně a nejspíš platili Sanudovi nějaké dávky. Carcerimu a Navigaoisovi poté byly jejich ostrovy uděleny jako léno samotným latinským císařem, díky čemuž se fakticky stali vazaly Latinského císařství. Marco Sanudo se poté také stal vazalem císaře v Konstantinopoli raději, než být vazalem Benátek.
Dobyvatel Marco Sanudo vládl dvacet let (1207–1227). Ve svém osobním držení měl ostrovy Naxos, Páros, Antipáros, Milos, Sifnos, Kythnos, Ios, Amorgos, Kimolos, Sikinos, Syros a Folegandros. Bratranec Dandolo držel ostrovy Andros, Tinos, Mýkonos, Skyros, Skopelos a Serifos. Bratři Ghisiové měli v držení ostrov Cea. Théru spravoval Jacopo Barozzi, Anafi Leonardo Foscolo, Kythiru Marco Venier a Antikytheru držel Jacopo Viaro.

### Pozdější historie

Znak Crispiů

Anály latinského Egejského vévodství se při popisování historie vévodství soustřeďují především na rodiny Sanudo, Dandolo, Ghisi, Crispo a Sommaripa, Venier a Quirini, Barozzi a Gozzadini. Na Naxu se vystřídalo celkem dvacet jedna vévodů jako vazalové latinských císařů i villehardouinských knížat z Achaje, Anjouovců v Neapolském království (1278) a po roce 1418 Benátské republiky.
V roce 1236 bylo Vévodství Naxos nominálně uděleno Guillaumu II. z Villehardouinu, budoucímu achajskému knížeti. Vévoda Marco II. Sanudo ztratil ve prospěch Byzantské říše, jejíž flotilu vedl na konci 13. století admirál italského původu Licario, mnoho ostrovů, kromě Páru a Naxu. V roce 1317 zaútočila Katalánská společnost na zbytky vévodství. Roku 1383 příslušníci rodu Crispi vedli otevřené ozbrojené povstání a z naxoského trůnu svrhli dynastii Carceri – Niccolo II. vládl v letech 1364–1371 jako manžel vévodkyně Florentie I. Sanudo (1361–1371), poté v letech 1371–1383 Niccolo III. Carceri. Během vlády vévodů z dynastie Crispi se sociální systém a zemědělství zcela rozložily a dominanci získalo pirátství.

### Úpadek a osmanské dobytí

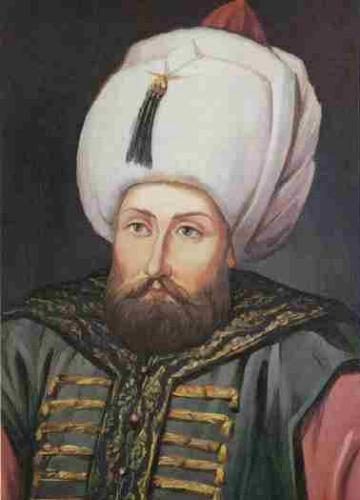
Sultán Selim II.

Ještě před tím, než bylo za vlády posledního vévody z Naxu Giacoma IV. sultánem Selimem II. (1566-1574) dobyto, bylo vévodství přinuceno osmanským Turkům platit tribut. Sultán jmenoval posledního zástupce státu Egejské vévodství, portugalského žida Josefa Nasiho, který vládl v letech 1566 – 1579.
Josef Nasi se oženil se svou sestřenicí, doñou Reynou Nasi, dědičkou rodu Mendesů, který poskytl Nasimu i jeho majetku útočiště po Alhamberském dekteru o vyhnání židů. Po Josefově smrti roku 1579 sultán vyvlastnil většinu vdovina majetku, který čítal asi devadesát tisíc dinárů, které měla vyhrazeny ve své ketubě. Spolu se zbytkem svého dědictví doña Reyna držela také hebrejský knihtisk, nejprve ve svém paláci v Belvederu a později na předměstí Konstantinopole.
Vláda západních křesťanů po tomto datu však nebyla zcela vymýcena. Rod Gozzadini z Bologny, který vládl na ostrově Sifnos dále nesli titul „vévody z Naxu“. Pod benátskou správou zůstaly i některé další menší ostrovy v Kykladském souostroví. Ostrov Tenos Benátčané drželi až do roku 1714. Poslední benátské přístavy v Moreji (Peloponésu) byly dobyty roku v roce 1718. Dalmatský šlechtic Gaspar Graziani začal někdy po roce 1519 nosit titul „vévoda z Naxu“, který pravděpodobně ztratil buď v roce 1619, když získal titul moldavského knížete, nebo o rok později, když byl popraven.

## Administrativa, ekonomika a náboženství

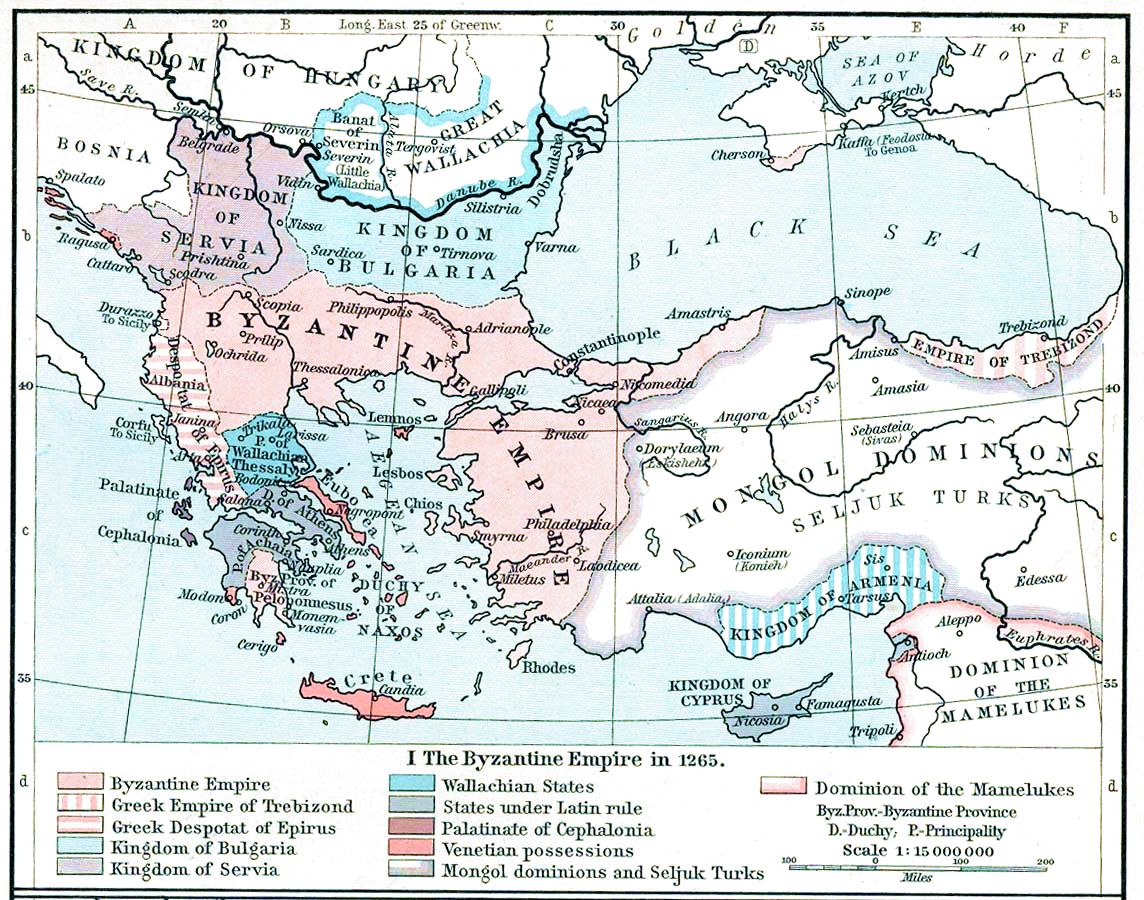
Vévodství Naxos spolu s ostatními křižáckými státy a řeckými nástupnickými státy, (William R. Shepherd, Historical Atlas, 1911)

Spolu s novými pány přišel do země západoevropský feudalismus, což způsobilo zpřetrhání starého byzantského systému vlastnictví půdy zvaného Pronoia. Obyvatelé povětšinou žili se svým novým benátským panstvem relativně v klidu a míru. Marco Sanudo a jeho nástupci na trůnu prováděli vůči Řekům velmi smířlivou a uvážlivou politiku, udělujíce jim dokonce léna ve snaze je ke státu více připoutat.

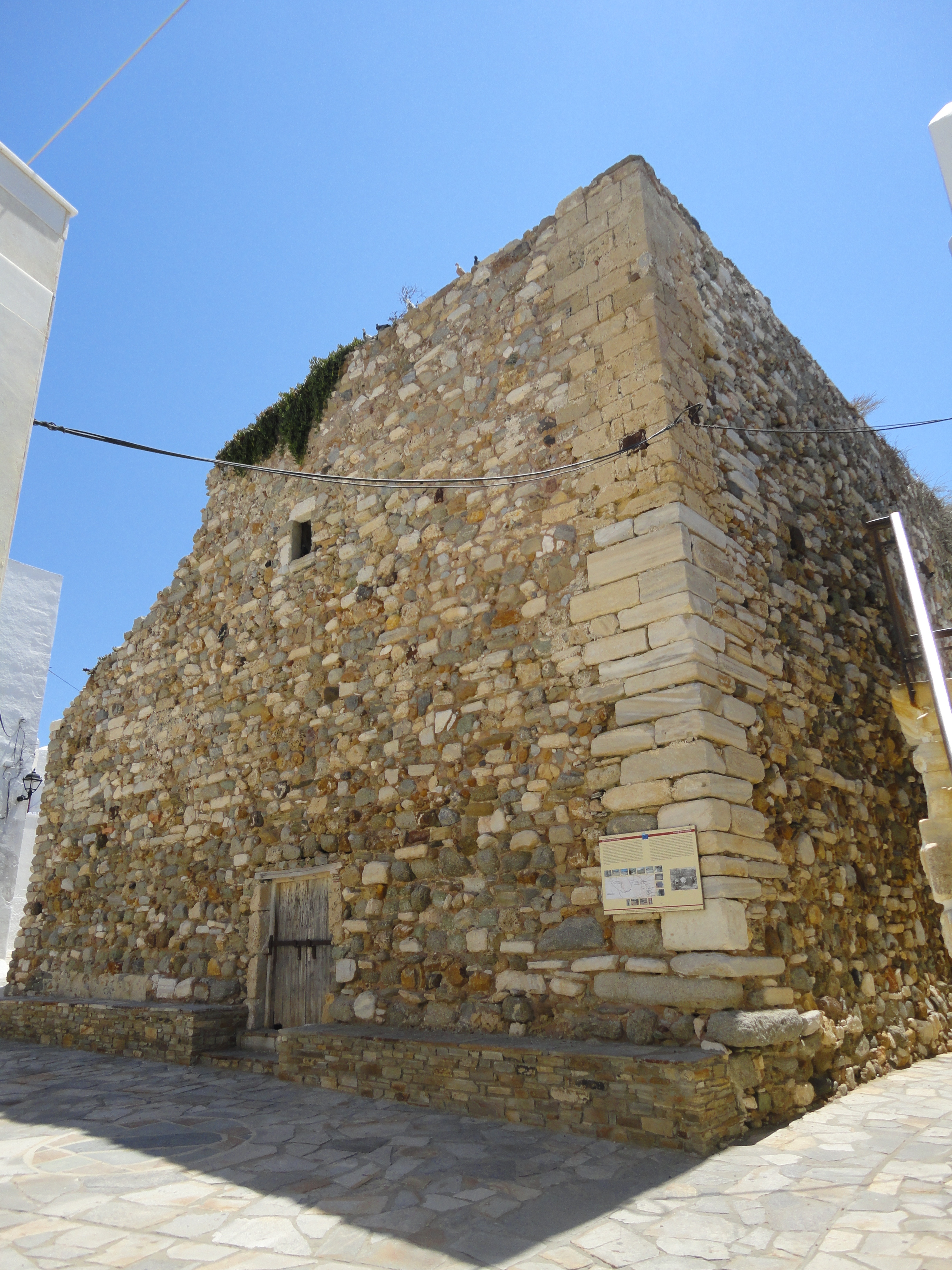
Sanudská věž na Naxu

Benátčané s sebou do země přinesli také katolictví. Avšak jako ve všech křižáckých státech byli křesťané západního vyznání v Naxoském vévodství pouze menšinou, většinu tvořili původní Řekové pravoslavného, tj.ortodoxního vyznání. Marco Sanudo na Naxu jmenoval jako hlavního oficiálního náboženského představitele latinského arcibiskupa, ale ani Sanudo ani jeho nástupci se nepokoušeli ortodoxní řeckou většinu na katolictví obrátit násilím. Přesto však vévodové z Naxu omezili vliv východního kléru a nechali vyloučit všechny východní křesťany z významných státních pozic. Takto náboženským klíčem rozdělení křesťané postupně vytvořili sociální rozvrstvení, kde katolíci tvořili vládnoucí vrstvu ve městech, zatímco řečtí ortodoxní převažovali na venkově. Početné katolické minority tam žijí dodnes. Římskokatolická diecéze Naxos vznikla ve 13. století, od roku 1522 byla arcidiecézí.
Velkou starostí egejských Benátčanů byly nákladné obchodní cesty na ostrovy daleko od Anatolie, které nyní mohli ovládat, ačkoliv zůstávaly součástí Latinského císařství a později obnovené Byzantské říše až do doby, kdy je ve 14. století definitivně dobyli Turci a připojili je k Osmanské říši. Mimo zajišťování ochrany obchodních námořních tras pro obchodní lodě Benátčané exportovali do Benátek korund a mramor, které se těžili na Naxu. Některá latinská feudální práva na Naxu a dalších ostrovech se zachovala až do roku 1720, kdy je zrušili osmanští Turci.

## Další benátská území v egejském moři
Některá další území kontrolovala Benátská republika přímo jako svou kolonii a ne jako součást Vévodství Naxos či Latinského císařství. Od vůdce čtvrté křížové výpravy Bonifáce z Montferratu roku 1204 Benátky odkoupily Krétu a od roku 1207 do roku 1211 ji dobývali od Maltézana Enrica Pescatora, který Krétu ovládl roku 1206. Giacomo Tiepolo zde byl ustanoven jako první vévoda. Benátky také kontrolovaly většinu ostrova Eubója, kde měli své obchodní kolonie a dále ovládaly několik přístavů na řecké pevnině.

## Seznam vévodů z Naxu
| - Marco Sanudo (1207–1227) - Angelo I. (1227–1262) - Marco II. (1262–1303) - Guglielmo I. (Vilém) (1303–1323) - Niccolò I. (Mikuláš) (1323–1341) - Giovanni I. (Jan) (1341–1361) - Fiorenza I. (Florentia), (1361–1371) Dynastie Carceri její manžel Niccolò II. (1364 – 1371), pán Euboje - Niccolò III. Carceri (1371–1383) Florentia II. (1383-1397 a její manžel Francesco I. Crispo | - Francesco I. Crispo (1383–1397) - Giacomo I. (1397–1418) - Giovanni II. (1419–1437) - Giacomo II. (1437–1447) - Gian Giacomo (1447–1453) - Guglielmo II. (1453–1463) - Francesco II. (1463) - Giacomo III. (1463–1480) - Giovanni III. (1480–1494) - Francesco III. (1500–1511) - Giovanni IV. (1517–1564) - Giacomo IV. (1564–1566), zemřel 1576 | - Josef Nasi (1566–1579) |